# Piper marturetense
Piper marturetense är en pepparväxtart som beskrevs av Trel. & Yunck.. Piper marturetense ingår i släktet Piper och familjen pepparväxter. Utöver nominatformen finns också underarten P. m. pilosum.